# The Greatest (Cat Power)
The Greatest è il settimo album della cantautrice statunitense Chan Marshall, meglio nota con lo pseudonimo di Cat Power, pubblicato nel 2006.

## Realizzazione
Messo in commercio il 20 gennaio del 2006 dalla Matador Records, il disco venne registrato nel 2005 all'Ardent Studios di Memphis con l'ausilio di molti tra più grandi musicisti soul locali, tra cui Teenie Hodges, Steve Potts, Dave Smith, Rick Steff, Doug Easley, Jim Spake e Scott Thompson.
Tutti i brani vennero scritti dalla stessa Cat Power, The Greatest fu infatti il suo primo album a non includere cover di altri artisti.
L'album debuttò alla posizione numero 34 della Billboard 200, facendo guadagnare all'artista anche un premio ai Shortlist Music Prize americani e una nomination come sesto miglior album del 2006 per la rivista Rolling Stone.

## Tracce
1. The Greatest – 3:22
2. Could We – 2:21
3. Lived In Bars – 3:44
4. Islands – 1:44
5. After It All – 3:31
6. The Moon – 3:45
7. Living Proof – 3:11
8. Empty Shell – 3:04
9. Willie – 5:57
10. Where Is My Love – 2:53
11. Hate – 3:38
12. Love & Communication – 4:34

## Musicisti
- Chan Marshall - voce, chitarra, piano
- Mabon "Teenie" Hodges – chitarra
- Leroy Hodges – basso
- David Smith – basso
- Steve Potts – batteria
- Doug Easley – chitarra
- Rich Steff – tastiere, piano, organo Hammond
- Jim Spake – sassofono
- Scott Thompson – tromba
- Roy Brewer – violino
- Johnathan Kirkscey – violoncello
- Beth Luscone – viola